# Малатеста, Джованни II
Джованни II Малатеста (итал. Giovanni II Malatesta; ? - 1299 ) — итальянский кондотьер, граф Сольяно и правитель Римини до 1299 года из рода Малатеста.

## Биография
Джованни II Малатеста был одним из вождей партии гибеллинов в Римини и противостоял главе партии  гвельфов Малатесте де Веруккьо. 
Был Рыцарем золотой шпоры, а в 1276 году был избран подеста Римини.
В 1287 году он подписал мир между городами Романьи и заключил мир с Малатестой де Веруккьо. Но этот мир не был принят одним из лидеров гибеллинов ректором Романьи Пьетро Стефанeци, который попытался арестовать Джованни Малатеста. Однако он не смог арестовать Джованни, который был вынужден бежать в Чезену.
До 1288 года, Джованни II находился в изгнании.
В 1290 году был заключен мир и Джованни вернулся домой. Умер Джованни Малатеста в 1299 году.